# Keltiska havet

Batymetrisk karta över Keltiska havet och dess omgivningar, här utmärkt med det franska namnet Mer Celtique.

Keltiska havet är ett havsområde i Atlanten söder om Irland. Havsområdet är cirka 300 000 km2 stort, men ligger över kontinentalsockeln och är därför huvudsakligen mindre än 200 meter djupt. 

## Avgränsning
Keltiska sjön gränsar i nordost mot Sankt Georgskanalen. Andra gränser inkluderar Bristolkanalen, Engelska kanalen och Biscayabukten, liksom angränsande delar av Wales, Cornwall, Devon och Bretagne. I syd och väst avgränsas havet av den branta kontinentalsockeln. I sydost gränsar det mot Biscayabukten.

## Namn
Namnet myntades på 1920-talet och är baserat på det keltiska kulturarvet på omkringliggande landområden (Irland, Wales, Cornwall och Bretagne). Namnet etablerades successivt under 1900-talet och har likartad betydelse på de närliggande språken:
- bretonska: Ar Mor Keltiek
- engelska: Celtic Sea[2]
- franska: La mer Celtique
- iriska: An Mhuir Cheilteach
- korniska: An Mor Keltek
- kymriska: Y Môr Celtaidd